# Taylor Rapp
Taylor Rapp (Atlanta, 22 dicembre 1997) è un giocatore di football americano statunitense che milita nel ruolo di safety per i Buffalo Bills della National Football League (NFL).

## Carriera universitaria
Rapp al college giocò a football con i Washington Huskies dal 2016. Nelle ultime due stagioni fu inserito nella formazione ideale della Pacific-12 Conference.

## Carriera professionistica

### Los Angeles Rams
Rapp fu scelto nel corso del secondo giro (61º assoluto) del Draft NFL 2019 dai Los Angeles Rams. Debuttò come professionista subentrando nella gara del primo turno contro i Carolina Panthers mettendo a segno 8 tackle. Nella settimana 13 mise a segno il primo intercetto sull'altro rookie Kyler Murray degli Arizona Cardinals ritornando il pallone per 31 yard in touchdown. La sua prima stagione si chiuse con 100 tackle e 2 intercetti in 15 presenze, 10 delle quali come titolare.
Nel sesto turno della stagione 2021 Rapp mise a segno due intercetti nella vittoria sui New York Giants, venendo premiato come miglior difensore della NFC della settimana. Il 13 febbraio 2022 scese in campo nel Super Bowl LVI vinto contro i Cincinnati Bengals 23-20, mise a segno 7 tackle, conquistando il suo primo titolo.

### Buffalo Bills
Il 31 marzo 2023 Rapp firmó un contratto annuale del valore di 1,77 milioni di dollari con i Buffalo Bills.

## Palmarès

### Franchigia
- Super Bowl : 1

Los Angeles Rams: LVI
- National Football Conference Championship: 1

Los Angeles Rams: 2021

### Individuale
- Difensore della NFC della settimana: 1

6ª del 2021